# José de Jesús Quintero Díaz
José de Jesús Quintero Díaz (ur. 15 sierpnia 1949 w Copacabana) – kolumbijski duchowny rzymskokatolicki, od 2000 wikariusz apostolski Leticia.